# Unione Sportiva Salernitana 1919
La Unione Sportiva Salernitana 1919 es un club de fútbol italiano, de la ciudad de Salerno, en la región de Campania. Fue fundado en 1919 y refundado tres veces en total. Desde 1990 juega de local en el Estadio Arechi. Viste camiseta granate y pantalón negro. Pertenece a la Serie C, la tercera categoría del fútbol italiano.

## Historia

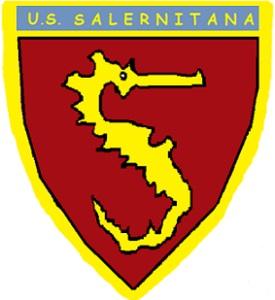
Escudo en la temporada 1948-49, con el símbolo del club, un hipocampo, formando la letra S.

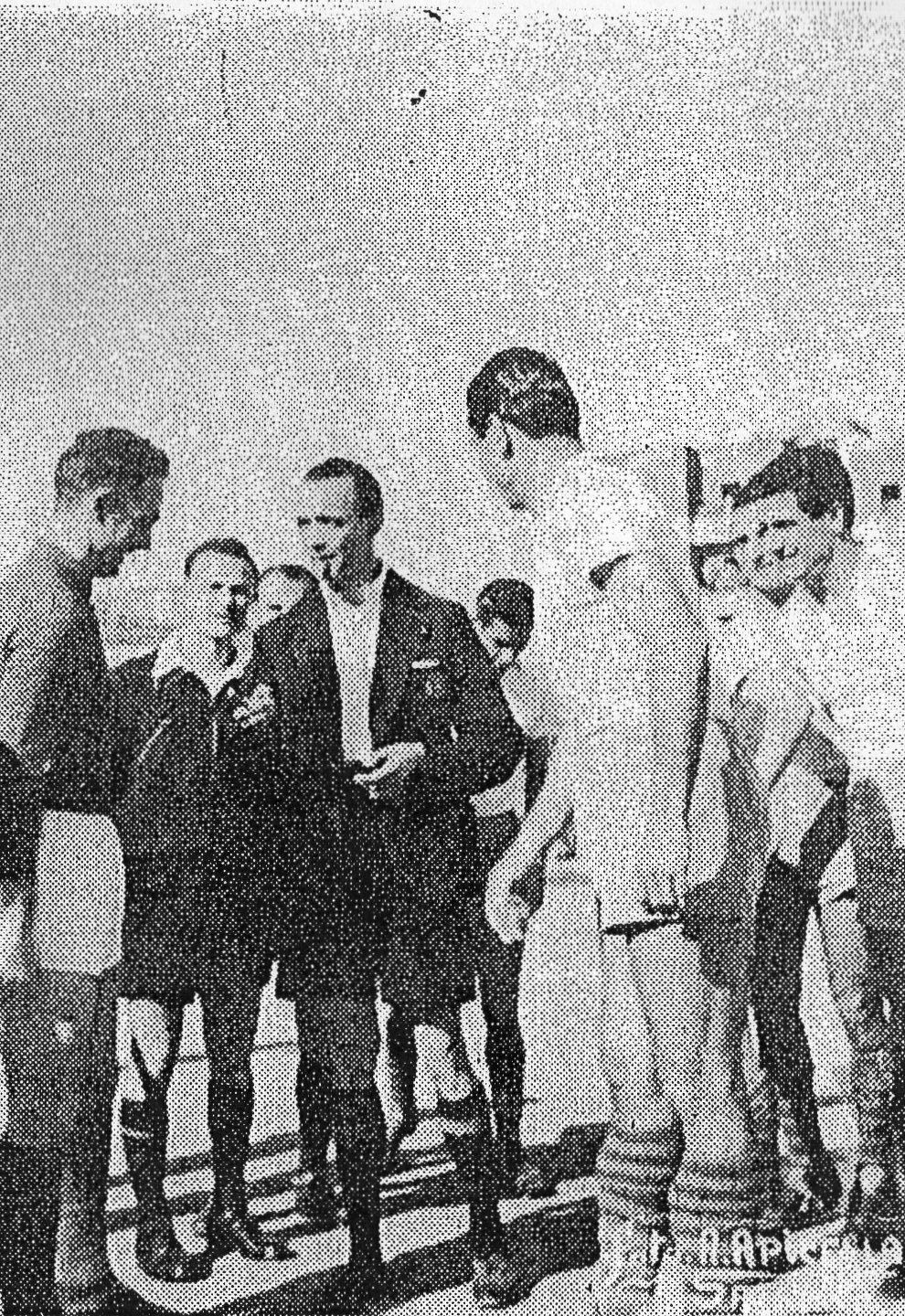
Salernitana vs Triestina, Serie A 1947-48.

El club nació el 19 de junio de 1919 bajo el nombre de Unione Sportiva Salernitana, gracias a un grupo de socios de Salerno, y en el curso de su historia ha sido refundada tres veces: 
- en 1927 (bajo el nombre de U. S. Fascista Salernitana, pero cambió en 1943 en el de U. S. Salernitana y, posteriormente, el club se incorporó a la empresa denominada Salernitana Sport);
- en 2005 bajo el nombre de Salernitana Calcio 1919;
- en 2011 bajo el nombre de Salerno Calcio.

El Salernitana ha jugado en cuatro ocasiones en Serie A: en las temporadas 1947-48, 1998-99, 2021-22 y 2022-23. Además, participó en el Campeonato de División Nacional Mixto A/B en la edición 1945-46. En sus cuatro participaciones en la máxima categoría ha tenido participaciones modestas, únicamente (hasta el momento) salvó su estadía en Serie A en 2022 tras una épica remontada en las últimas 8 fechas. Se convirtió en el primer equipo que mantuvo la categoría tras 20 fechas en el sótano desde la hazaña del Hellas Verona Football Club en la temporada 2000-2001.
El equipo, hasta 2011, nunca ha peleado por debajo del tercer nivel de la liga italiana la (Serie C1), y nunca ha jugado en las ligas inferiores. Sin embargo, el 13 de julio de 2011, el Salernitana desapareció por problemas financieros. El mismo año fue fundado un nuevo equipo, el Salerno Calcio, por parte de Marco Mezzaroma (administrador único) y del presidente del Lazio Claudio Lotito (asesor). El año siguiente tomó el nombre actual de Unione Sportiva Salernitana 1919.
Es reconocido históricamente por ser un club de cantera y trabajar en la formación de jóvenes futbolistas, siendo ésta la principal fuente de abastecimiento de jugadores para el primer equipo.
La primera vez que la Salernitana estuvo en Serie A fue en el año 1947, descendiendo el año siguiente. Tuvieron que pasar más de 50 años para que de nuevo consiguieran situarse entre los mejores equipos del país transalpino, fue en el año 1998. Tras varias complicaciones descendió en la temporada 1998-1999 sin pena ni gloria. 22 años después en la temporada 2021-2022 volvieron a participar en la máxima categoría del fútbol italiano. Tras una campaña sumamente difícil en su retorno a la Serie A, logró la permanencia por primera vez en su historia tras sumar 31 puntos que le bastaron para quedar en el puesto 17, por encima del Cagliari Calcio, Genoa Cricket & Football Club y Venezia Football Club que fueron relegados.

## Estadio

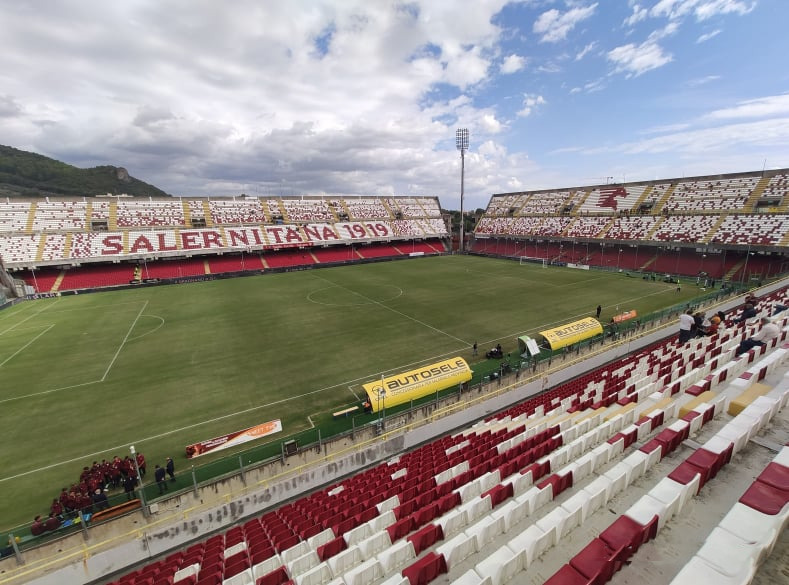
El campo del "Arechi" visto desde las gradas.

El Salernitana juega de local en el Stadio Arechi, inaugurado en 1990. Posee una capacidad máxima de 38.000 espectadores (capacidad homologada: 31.300). Toma el nombre de Arechis II, príncipe lombardo del siglo VIII. Fue finalizado en tras seis años de obras. El partido de inauguración se disputó el 9 de septiembre de 1990 entre el Salernitana y el Padova, y vio el regreso del club de Salerno a la Serie B, después de 23 años de ausencia. En 1998, con el ascenso de la Salernitana a la Serie A, se realizó una primera renovación del estadio. Entre febrero y abril de 2008 fueron instalados unos torniquetes en las entradas. En el marzo de 2014 se llegó a un acuerdo entre el Comune de Salerno y el Salernitana por la reestructuración de la instalación y la gestión del césped por parte del club granate hasta el 2020. Es utilizado también para albergar eventos religiosos y musicales de la región de Campania.

## Palmarés
| Competición nacional                          | Títulos | Subcampeonatos                                          |
| --------------------------------------------- | --- | ------------------------------------------------------- |
| Serie B (2/1)                                 | 1946-47 (Grupo sur), 1997-98 | 2020-21                                                 |
| Serie C, Serie C1 (7/3)                       | 1937-38 (Grupo E), 1941-42 (Grupo G), 1942-43 (Grupo L), 1946-47 (Grupo C), 1965-66 (Grupo C), 2007-08 (Grupo B), 2014-15 (Grupo C) | 1936-37 (Grupo E), 1970-71 (Grupo C), 1989-90 (Grupo B) |
| Coppa Italia Serie C (1/0)                    | 2012-13 |                                                         |
| Supercoppa di Lega di Seconda Divisione (1/1) | 2013-14 | 1979-80                                                 |
| Lega Pro Seconda Divisione (1/0)              | 2012-13 (Grupo B) |                                                         |
| Serie D (1/0)                                 | 2011-12 (Grupo G) |                                                         |
| Promozione (1/0)                              | 1919-20 (Grupo B) |                                                         |
| Prima Divisione (2/1)                         | 1930-31 (Grupo E), 1931-32 (Grupo F)                                                                                                | 1934-35 (Grupo H)                                       |
| Seconda Divisione (1/0)                       | 1927-28 (Grupo C) |                                                         |

## Datos del club
- Temporadas en Serie A: 4.
- Temporadas en Serie B: 32.
- Temporadas en Serie C: 15.
- Temporadas en Serie D: 11.
- Mejor puesto en Serie A: 15 (2022-2023).
- Peor puesto en Serie A: 19 (1997-1998).

## Aficionados y rivales

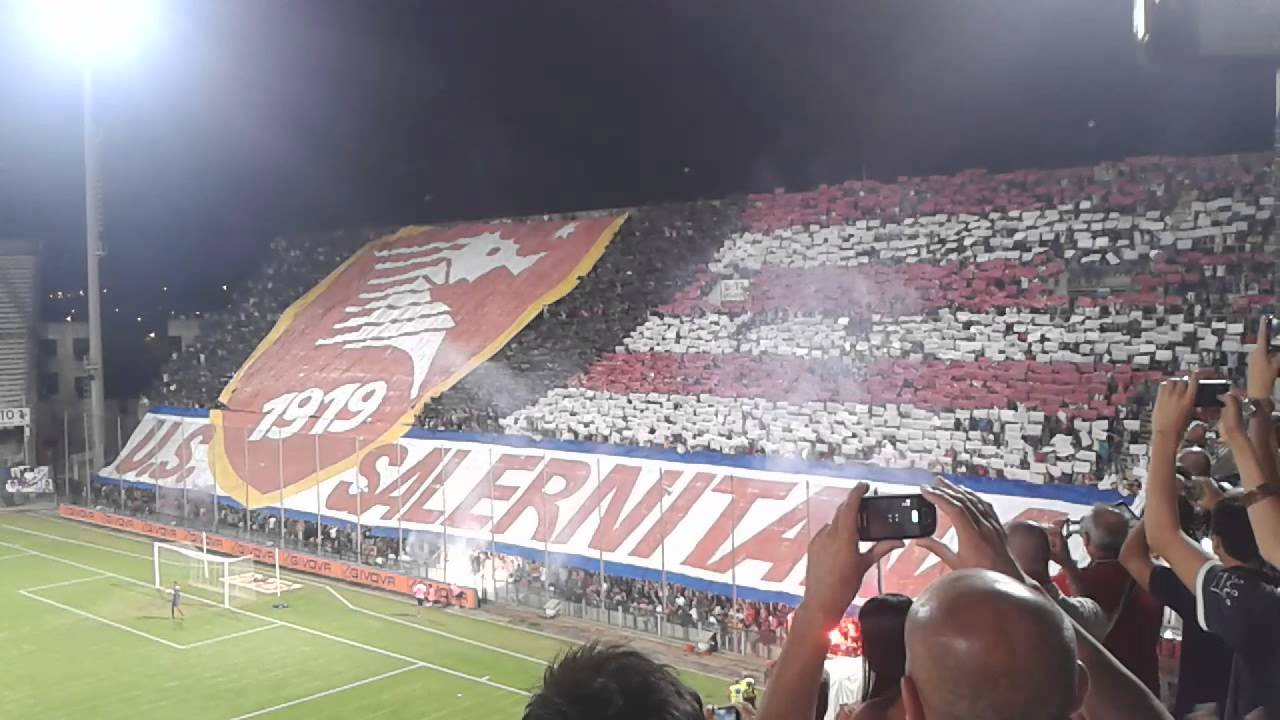
Una coreografía de la hinchada salernitana.

El Salernitana posee una de las hinchadas más fervientes de Campania: de acuerdo a las cifras de la temporada de 2008-2009, los granates registraron una media de 12.441 aficionados por partido, la cual sólo es superada por los 15.345 del Bari, ganador de la temporada y recién ascendido a la A, y superior a la de Siena (11.026), que militó hace varios años en la máxima categoría del Calcio. El tope de hinchas granates fue alcanzado en el partido jugado en Salerno contra el mismo Bari (22.711 seguidores de Salerno).
Los salernitanos están hermanados con las hinchadas de Bari y Reggina.

### Derby de Campania
Dentro de la región de Campania, Salernitana es uno de los principales animadores de una serie de duelos futbolísticos considerados como el "Derby de Campania", teniendo a su máximo rival en  el US Avellino. Previamente, durante la posguerra se había granjeado su primera rivalidad con el SSC Napoli, equipo cuya popularidad terminaría superando los límites de Campania, para posicionarse como uno de los cuatro clubes más convocantes del país, por detrás de Juventus de Turín, Inter de Milán y AC Milan, por lo que esta situación, más los continuos cambios de categoría de Salernitana provocaron que este derbi pierda consideración por parte de los napolitanos. A pesar de ello, el duelo revivió tras el ascenso de Salernitana para la temporada 2021-22 de la Serie A.
Otros clubes que también mantienen rivalidades con Salernitana en el ámbito de la región de Campania, son el Benevento (también rival histórico del Avellino), Cavese, Juve Stabia, Nocerina y Casertana, aunque dichos derbis se han deteriorado gracias a que no juegan en las mismas categorías en tiempos muy prolongados.